# 레오니트 쿠라블료프

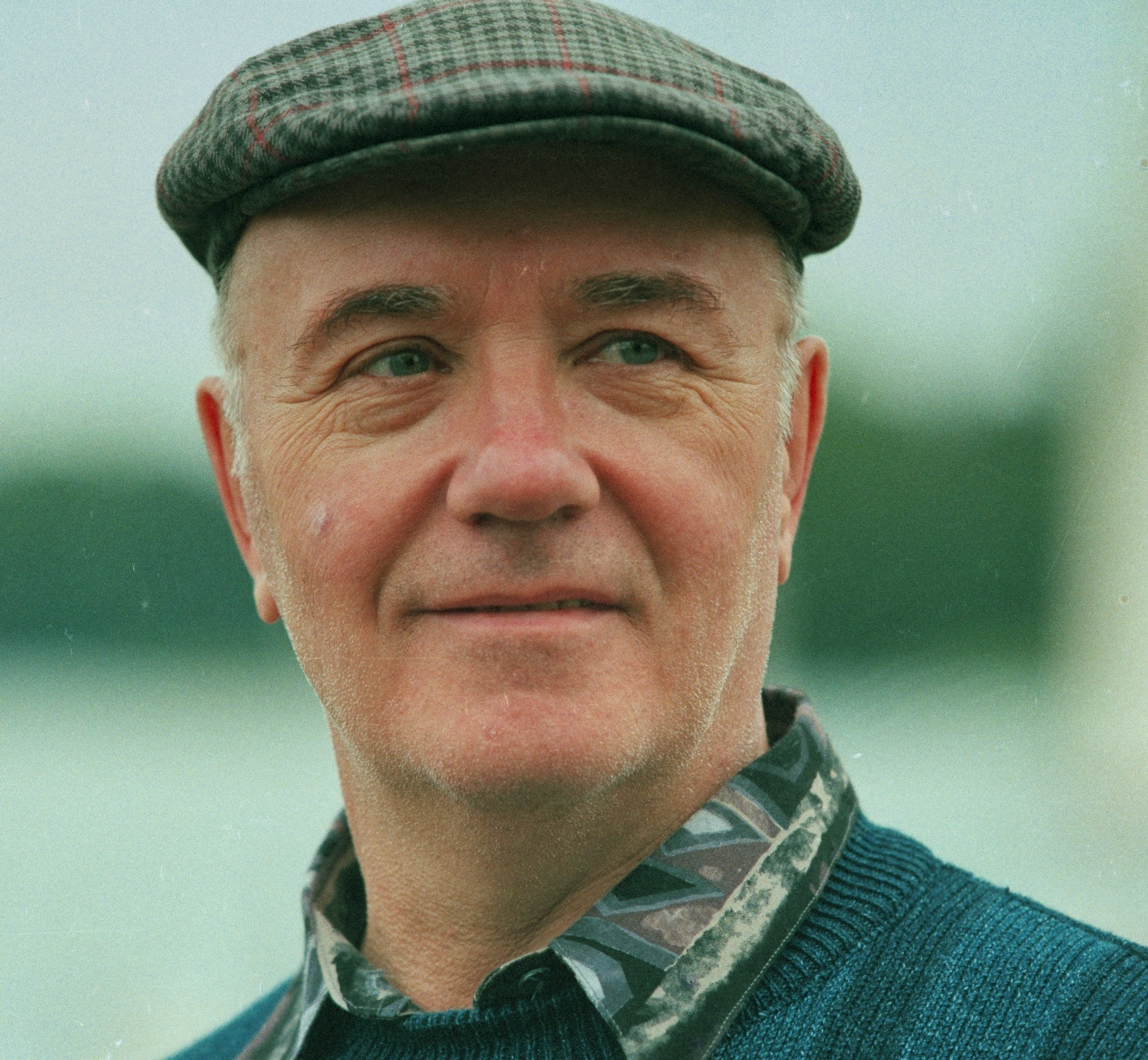

레오니트 뱌체슬라보비치 쿠라블료프(러시아어: Леонид Вячеславович Куравлёв, 1936년 10월 8일 ~ 2022년 1월 30일)는 러시아의 배우, 진행자, TV 사회자이다. 그는 모스크바 출신이다.

## 영화
- 북 오브 마스터즈 (2009년)
- 러브 오브 시베리아 (1998년)
- 재즈맨 (1983년)
- 마녀 전설 (1967년)
- 웬 더 트리스 워 톨 (1962년)